# Mercedes Martinezová
Mercedes Martinezová (* 17. listopadu 1980, Waterbury, Connecticut, USA) je americká profesionální wrestlerka v současné době působící pro Shimmer Women Athletes a další nezávislé organizace jako World Xtreme Wrestling, Women Superstars Uncensored a Full Impact Pro.

## Ve wrestlingu
- Ukončovací chvaty
  - Bull Run (Wrestlicious) / Fisherman buster
- Další chvaty
  - Brainbuster
  - 3 Amigas - na počest Eddieho Guerrera
  - Variace multiple suplexu
    - German
    - Saito
    - Snap
    - Vertical

  - Snap swinging neckbreaker
  - Spinebuster
  - Running big boot

## Šampionáty a ocenění
- Defiant Pro Wrestling
  - DPW Ženský šampionát (1krát)
- Green Mountain Wrestling
  - GMW Ženský šampionát (2krát)
- Independent Wrestling Association Mid-South
  - IWA Mid-South Ženský šampionát (1krát)
- NWA Midwest
  - NWA Midwest ženský šampionát (1krát)
- New England Championship Wrestling
  - NECW/Yoshimoto Ladies Pro North American ženský šampionát (1krát)
  - NECW Světový ženský šampionát (1krát)
- Pro Wrestling Illustrated
  - 2. místo v žebříčku 50 nejlepších wrestlerek PWI Female 50 roku 2011
- Pro Wrestling Unplugged
  - PWU Ženský šampionát (1krát)
- Women Superstars Uncensored
  - All Guts, No Glory šampionát (1krát)
  - WSU Šampionát (1krát)
  - WSU Šampionát mezi týmy (1krát) - s Angel Orsini
  - J-Cup (2008)
  - WSU/NWS Král a královna ringu (2011) - s Juliem Dinerem
- World Xtreme Wrestling
  - WXW C4 Ženský šampionát (1krát)
  - WXW Šampionát v lehké váze (1krát)
  - WXW Ženský šampionát (4krát)
  - Turnaj Elite 8 (2006, 2008)